# Северовосточный африканский гепард
Северовосточный африканский гепард (лат. Acinonyx jubatus soemmeringii) — подвид гепарда, обитающий в северо-восточной Африке. Имеются современные записи о нём в Южном Судане и Эфиопии, однако статус популяции в Эритрее, Джибути, Сомали и Судане неизвестны.

## Таксономия
Cynailurus soemmeringii — научное название, предложенное Леопольдом Фитцингером в 1855 году, когда он описал живого самца гепарда, привезённого Теодором фон Хейглином из суданской пустыни Байуда в Кордофане в Тиргартен Шенбрунн в Вене. Имя дано в честь Сэмюэля Томаса фон Соеммерринга.
После описания Фитцингера, другие натуралисты и зоологи описали гепардов из других частей Северо-Восточной Африки, которые сегодня считаются синонимами A. j. soemmeringii::
- Felis megabalica был предложен Теодором фон Хейглином в 1863 году, который описал шкуру гепарда, приобретенную на западном берегу Белого Нила. Хейглин заявил, что он был привезен из глубины страны. Научное название состоит из греческих корней mega (много) и balios (пятнистый).[4]
- Acinonyx wagneri, предложенный Максом Хильгеймером в 1913 году, был образцом гепарда из Кордофана в Судане. Хильжеимер назвал его в честь Иоганна Андреаса Вагнера.[5]

## Эволюция
Для филогеографического исследования гепарда было использовано 95 образцов материала, таких какфекалии диких гепардов, собранные в Иране, образцы тканей пойманных и конфискованных гепардов, образцы волос и костей из музейных образцов. Результаты исследования показали, что северо-восточный африканский гепард и южноафриканский гепард генетически отличаются как друг от друга, так и от азиатского гепарда. Гепард из северо-восточной Африки, вероятно, отделился от гепарда из Южной Африки между 32 200 и 244 000 лет назад. Поэтому было предложено, что он заслуживает отдельный статус.

## Физические характеристики
Как и его родственник из Юго-Восточной Африки, северо-восточный африканский гепард довольно крупный. Физически больше всего напоминает восточно-африканского гепарда; он имеет густую жёлто-пятнистую шерсть с относительно толстым и грубым мехом по сравнению со своими родственниками из восточной и северо-западной Африки. Живот северо-восточного африканского гепарда отчётливо белый, в то время как его грудь и горло могут иметь черные пятна, схожие с такими у восточного подвида. Цвет меха у данного подвида наиболее темный среди гепардов. Пятна более редкие и отделенные, чем у других гепардов, размером меньше, чем у восточно-африканского гепарда. В отличие от восточно-африканского гепарда, для северо-восточного африканского гепарда не характерны пятна на задних лапах, но они присутствуют у некоторых особей из чадской популяции. Вокруг глаз отчетливые белые пятна, пятна на морде могут быть как и плотно, так и разреженно расположенными. У северо-восточного африканского гепарда бывают хвосты как с белыми, так и с черными кончиками. Хвост этого подвида также заметно толще других.
Этот подвид имеет наибольший размер головы, но у некоторых особей он может быть относительно меньше. Тем не менее, он не имеет маркировки усов. Полосы по бокам морды варьируют по форме, но часто утолщены около уголков , в отличие от других четырёх подвидов. Этот гепард — единственный подвид, о котором не сообщается, что он демонстрирует редкую вариацию окраски. Хотя цвет шерсти у данного подвида самый тёмный, у некоторых особей он может быть бледно-желтым или почти белым. В холодном климате, например, в зоопарке «Уипснэйд», северо-восточные африканские гепарды являются единственным африканским подвидом, у которого могут появиться пушистые зимние шубы, хотя они менее развиты, чем у азиатских гепардов.

## Распространение
Северо-восточный африканский гепард регионально вымер в Эритрее, Джибути и северной части Сомали. По оценкам, в 2007 году общая численность популяции гепардов в Северо-Восточной Африке составляла 950 особей. В Эфиопии этот подвид обитает в национальных парках Омо, Маго и Янгуди-Раса, а также в зоне Борена, Огадене, Афаре и соседних регионах Блен-Афар. В Южном Судане популяция сосредоточена в национальных парках Бома, Южный, Радом и Бадингило.
Он обитает на широких открытых землях, пастбищах, полузасушливых территориях и других открытых местах обитания, где много добычи, например, в восточной суданской саванне. Редко встречается в северных районах Судана. Дикие гепарды были замечены в Ан-Нил-эль-Азрак на юго-востоке Судана.

## Экология и поведение

### Охота и диета
Гепарды являются плотоядными и в основном питаются растительноядными животными, такими как газели Гранта, зайцы, цесарки и крупные животные, такие как конгони, равнинные зебры и обыкновенные страусы. Сомалийская газель — наиболее предпочтительная добыча. Их нехватка в северо-восточной Африке привела к почти полному исчезновению гепарда в Судане.

### Враги и конкуренты
Как и другим подвидам, им угрожают и превосходят более крупные хищники в их районе, такие как львы, леопарды, пятнистые гиены и дикие собаки, поскольку они могут убивать гепардов и красть их добычу. Гепарды отдают свою пищу пятнистым и полосатым гиенам. Известно, что гепарды не могут защитить себя от этих хищников. Однако коалиции взрослых гепардов мужского пола могут прогнать хищников. Кроме того, один гепард может прогнать шакалов, золотых волков и одиноких диких собак.